# La Ensenada (ort i Chile)
La Ensenada är en ort i Chile.   Den ligger i provinsen Provincia de Llanquihue och regionen Región de Los Lagos, i den södra delen av landet, 900 km söder om huvudstaden Santiago de Chile. La Ensenada ligger 58 meter över havet och antalet invånare är 1 300. Den ligger vid sjön Lago de Llanquihue.
Terrängen runt La Ensenada är varierad. Runt La Ensenada är det glesbefolkat, med 12 invånare per kvadratkilometer..
I omgivningarna runt La Ensenada växer i huvudsak blandskog.